# An-Nahl
An-Nahl (arabe :  سُورَةُ ٱلنَّحْلِ ; français : Les abeilles) est le nom traditionnellement donné à la 16e sourate du Coran, le livre sacré de l'islam. Elle comporte 128 versets. Rédigée en arabe comme l'ensemble de l'œuvre religieuse, elle fut proclamée, selon la tradition musulmane, durant la période mecquoise.

## Origine du nom
Bien que le titre ne fasse pas directement partie du texte coranique, la tradition musulmane a donné comme nom à cette sourate Les abeilles, du fait de sa mention dans le verset 68, An-Nahl étant une espèce particulière d'abeilles.

## Historique
Il n'existe à ce jour pas de sources ou documents historiques permettant de s'assurer de l'ordre chronologique des sourates du Coran. Néanmoins selon une chronologie musulmane attribuée à Ǧaʿfar al-Ṣādiq (VIIIe siècle) et largement diffusée en 1924 sous l’autorité d’al-Azhar,, cette sourate occupe la 70e place. Elle aurait été proclamée pendant la période mecquoise, c'est-à-dire schématiquement durant la première partie de l'histoire de Mahomet avant de quitter La Mecque. Contestée dès le XIXe par des recherches universitaires, cette chronologie a été revue par Nöldeke,, pour qui cette sourate est la 73e.
Cette sourate, de 128 versets, aborde des sujets variés même si le thème de la polémique contre les incroyants est dominant. Un certain nombre de passages évoquent la miséricorde divine. La sourate peut être divisée en trois parties. La première est consacrée à la bienfaisance et à l’unicité divine (v.1-34). Celle-ci est construite selon un schéma de prédication que Tor Andrea a aussi repéré dans l’Ancien Testament. La seconde (v.35-89) évoque des polémiques, la dernière (v.90-128) est composée de miscellanées.
Un accord des chercheurs voit dans cette sourate un texte composite, formé de fragments divers de datations différentes. Néanmoins, dans le détail, il n’y a pas consensus sur l’histoire ou la forme de chaque unité littéraire. Plusieurs interpolations tardives ont été remarquées par des chercheurs.

## Interprétations

### Versets 98-105: mensonges et abrogation
L'ensemble de ce passage tourne autour du Coran lui-même, sans qu'il soit possible de définir encore ce que signifie ce terme ici. Cette partie traite des évolutions éditoriales dans le texte de ce Coran et plus spécifiquement des acteurs de celles-ci. Face à la question de la manipulation du texte, celui-ci répond que les changements viennent d'Allah.
Une des difficultés de ce passage est la multiplicité des différentes voix. Ainsi, contrairement à ce qu'affirment les interprétations traditionnelles, « Lorsque nous changeons un verset... » n'est pas un pluriel de majesté mais l'évocation d'un groupe de rédacteurs. C'est dans ce contexte de semi-polémique avec des chrétiens et des juifs que s'explique la mention du ruh al-qudus, l'Esprit Saint. Le Coran revendique ici un rôle comparable à celui dans le christianisme. Ce terme, comme celui de Bushra, « Bonne Nouvelle », terme aux nuances chrétiennes, appuie le fait que cette polémique est intra-monothéiste et non avec des polythéistes. Dans le Coran, cet Esprit Saint apparaît comme le medium de la Révélation et connaît un développement progressif d'une figure impersonnelle à un être personnel, l'identification de celui-ci à Gabriel étant un développement tardif.
L'évocation au verset 103 d'une possible influence extérieure pourrait être une interpolation tardive, en rapport avec la situation des propagandistes musulmans au VIIIe siècle. 

Texte de la sourate (Coran datant de 1874)
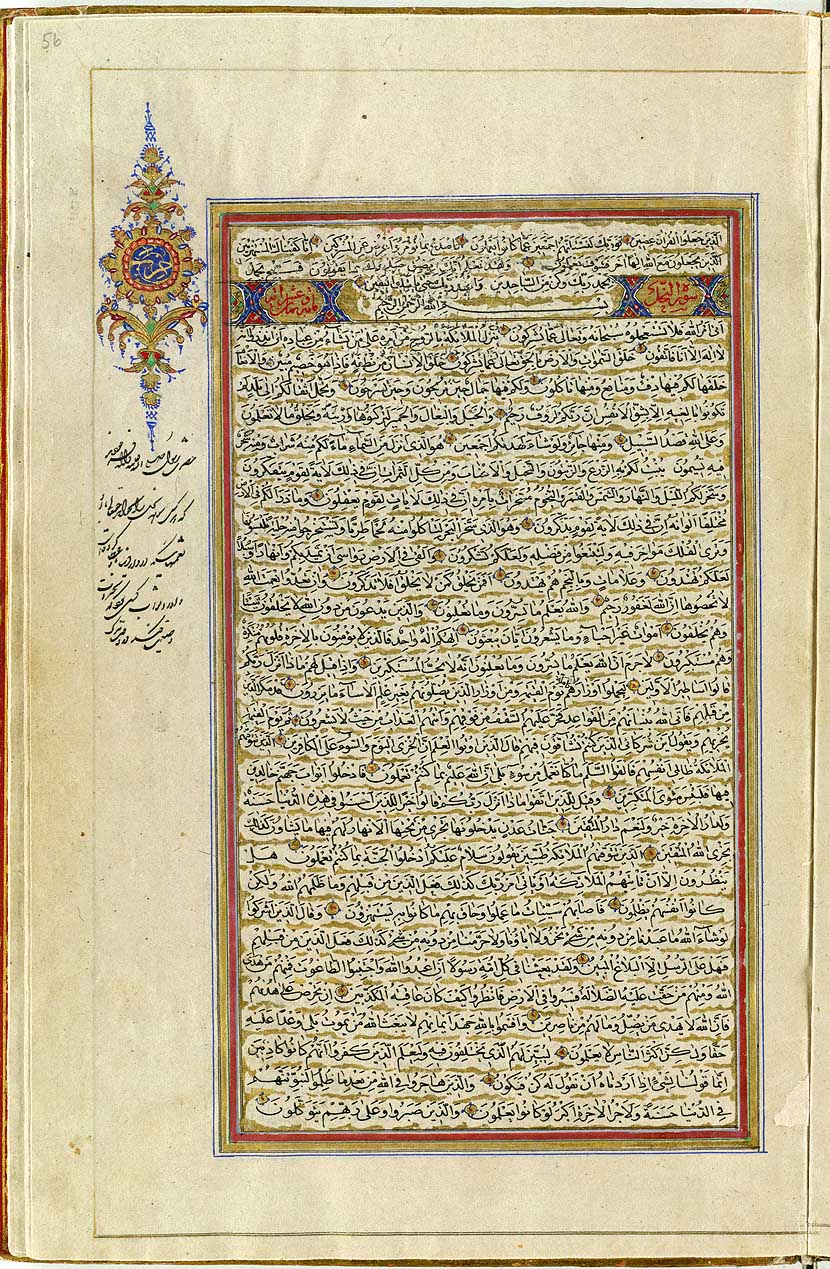
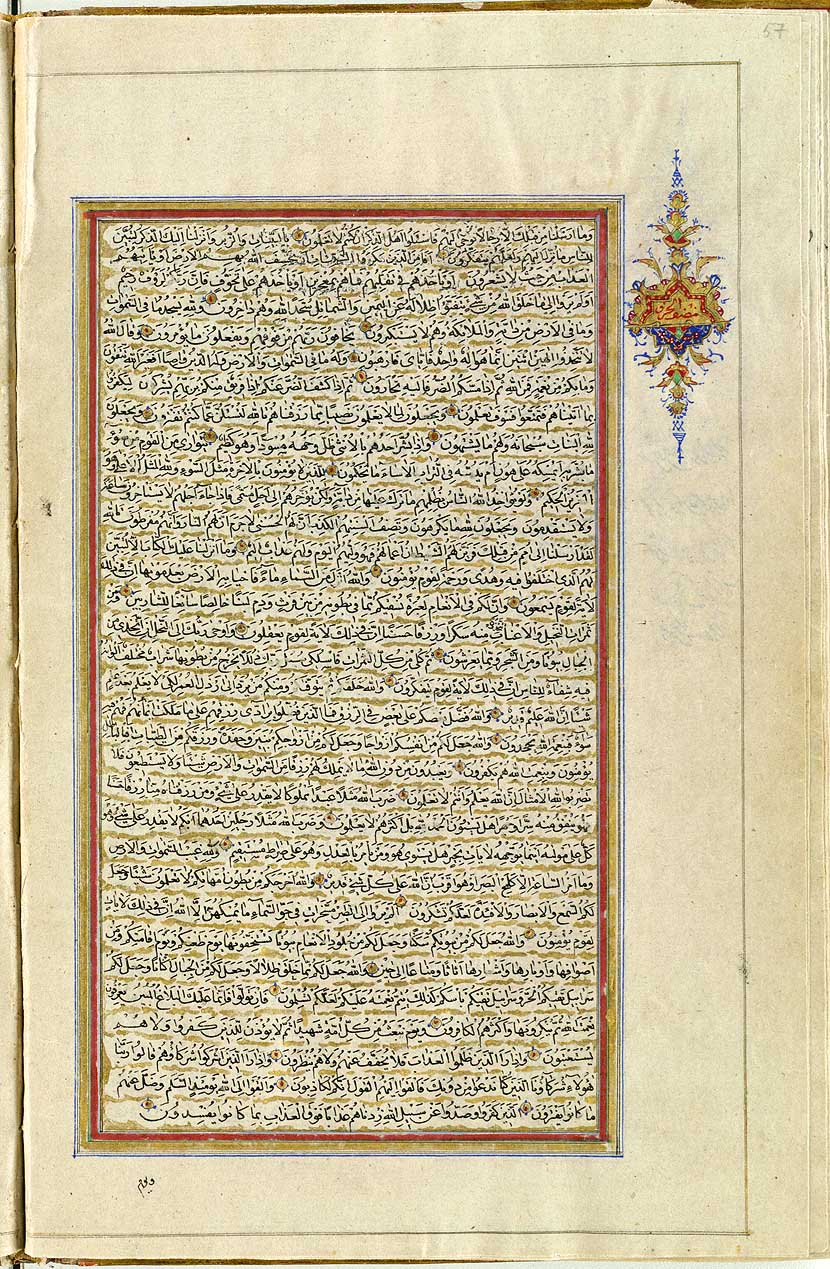
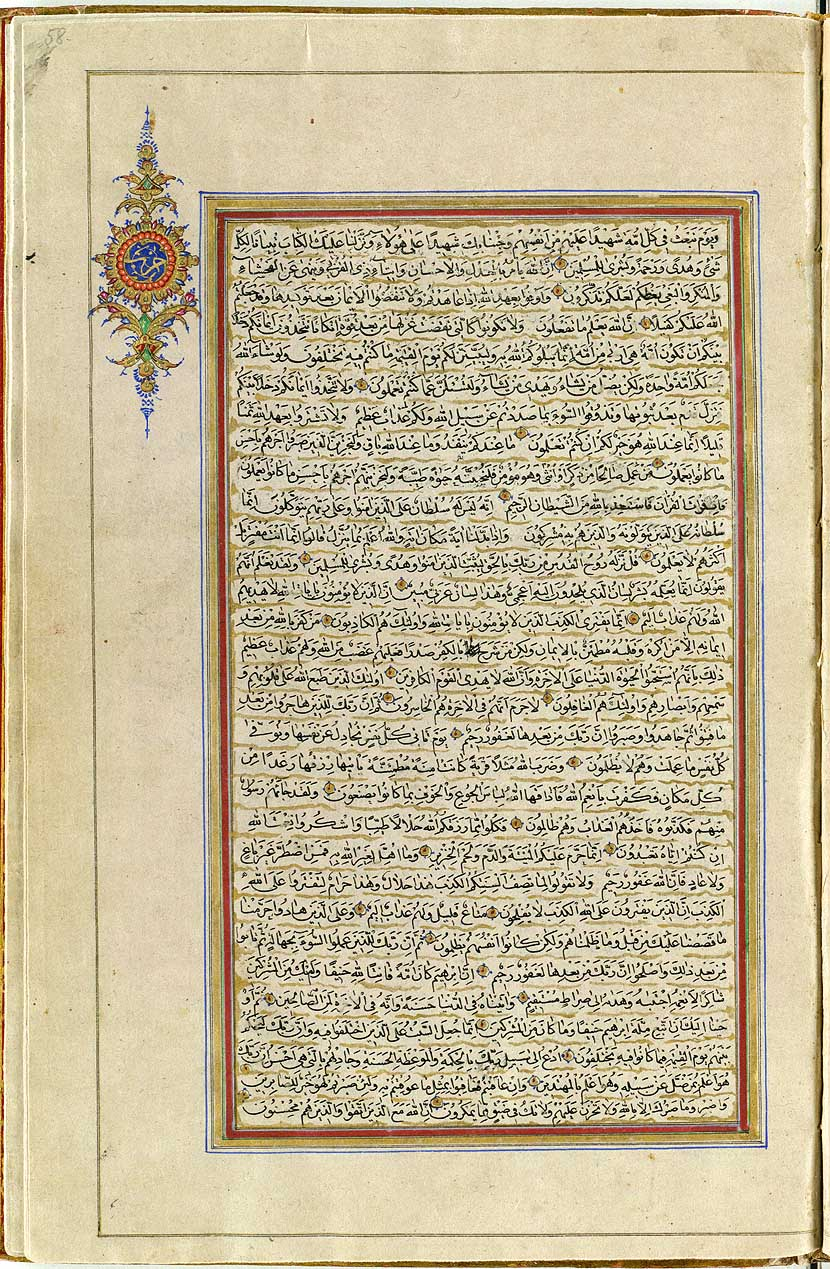